# Pohár mistrů evropských zemí 1989/1990
Sezóna 1989/90 byla 35. ročníkem fotbalového Poháru mistrů evropských zemí. Jejím vítězem se stal italský klub AC Milán, který tak obhájil titul z minulého ročníku.
I v tomto ročníku pokračoval ban anglických týmů.

## První kolo
| Domácí v 1. zápase  | Celkem  | Hosté v 1. zápase       | 1. zápas | 2. zápas |
| ------------------- | ------- | ----------------------- | -------- | -------- |
| Malmö FF            | 2–1     | Inter Milán             | 1–0      | 1–1      |
| Rosenborg           | 0–5     | KV Mechelen             | 0–0      | 0–5      |
| AC Milán            | 5–0     | HJK Helsinki            | 4–0      | 1–0      |
| Spora Lucemburk     | 0–9     | Real Madrid             | 0–3      | 0–6      |
| Rangers FC          | 1–3     | FC Bayern Mnichov       | 1–3      | 0–0      |
| Sliema Wanderers    | 1–5     | 17 Nëntori Tirana       | 1–0      | 0–5      |
| FC Steaua București | 5–0     | Fram Reykjavík          | 4–0      | 1–0      |
| PSV Eindhoven       | 5–0     | FC Luzern               | 3–0      | 2–0      |
| AC Sparta Praha     | 5–2     | Fenerbahçe SK           | 3–1      | 2–1      |
| Ruch Chorzów        | 2–6     | PFK CSKA Sofia          | 1–1      | 1–5      |
| Marseille           | 4–1     | Brøndby                 | 3–0      | 1–1      |
| Dynamo Drážďany     | 4–5     | AEK Athény              | 1–0      | 3–5      |
| Budapešť Honvéd     | 2–2 (v) | FK Vojvodina Novi Sad   | 1–0      | 1–2      |
| Derry City          | 1–6     | Benfica Lisabon         | 1–2      | 0–4      |
| Linfield FC         | 1–3     | FK Dněpr Dněpropetrovsk | 1–2      | 0–1      |
| Swarovski Tirol     | 9–2     | Omonia                  | 6–0      | 3–2      |

## Druhé kolo
| Domácí v 1. zápase      | Celkem | Hosté v 1. zápase | 1. zápas | 2. zápas |
| ----------------------- | ------ | ----------------- | -------- | -------- |
| Malmö FF                | 1–4    | KV Mechelen       | 0–0      | 1–4      |
| AC Milán                | 2–1    | Real Madrid       | 2–0      | 0–1      |
| FC Bayern Mnichov       | 6–1    | 17 Nëntori Tirana | 3–1      | 3–0      |
| FC Steaua București     | 2–5    | PSV Eindhoven     | 1–0      | 1–5      |
| AC Sparta Praha         | 2–5    | PFK CSKA Sofia    | 2–2      | 0–3      |
| Marseille               | 3–1    | AEK Athény        | 2–0      | 1–1      |
| Budapešť Honvéd         | 0–9    | Benfica Lisabon   | 0–2      | 0–7      |
| FK Dněpr Dněpropetrovsk | 4–2    | Swarovski Tirol   | 2–0      | 2–2      |

## Čtvrtfinále
| Domácí v 1. zápase | Celkem | Hosté v 1. zápase       | 1. zápas | 2. zápas     |
| ------------------ | ------ | ----------------------- | -------- | ------------ |
| KV Mechelen        | 0–2    | AC Milán                | 0–0      | 0–2 (prodl.) |
| FC Bayern Mnichov  | 3–1    | PSV Eindhoven           | 2–1      | 1–0          |
| PFK CSKA Sofia     | 1–4    | Marseille               | 0–1      | 1–3          |
| Benfica Lisabon    | 4–0    | FK Dněpr Dněpropetrovsk | 1–0      | 3–0          |

## Semifinále
| Domácí v 1. zápase | Celkem  | Hosté v 1. zápase | 1. zápas | 2. zápas     |
| ------------------ | ------- | ----------------- | -------- | ------------ |
| AC Milán           | 2–2 (v) | FC Bayern Mnichov | 1–0      | 1–2 (prodl.) |
| Marseille          | 2–2 (v) | Benfica Lisabon   | 2–1      | 0–1          |

## Finále
| 23. května 1990    |        |                 |                                                                      |
| AC Milán           | 1 – 0  | Benfica Lisabon | Praterstadion, Vídeň diváci: 57 500 rozhodčí: Helmut Kohl (Rakousko) |
| Frank Rijkaard 68' | Report |                 | Praterstadion, Vídeň diváci: 57 500 rozhodčí: Helmut Kohl (Rakousko) |

## Vítěz
| Pohár mistrů evropských zemí 1989/90 AC Milán (4. titul) Giovanni Galli, Mauro Tassotti, Alessandro Costacurta, Franco Baresi , Paolo Maldini, Carlo Ancelotti, Angelo Colombo, Frank Rijkaard, Alberico Evani, Marco van Basten, Ruud Gullit, Andrea Pazzagli, Filippo Galli, Daniele Massaro, Marco Simone, Stefano Borgonovo Trenér: Arrigo Sacchi |